# Liste der Kulturdenkmäler in Bitburg
In der Liste der Kulturdenkmäler in Bitburg sind alle Kulturdenkmäler der rheinland-pfälzischen Stadt Bitburg einschließlich der Stadtteile Erdorf, Irsch, Masholder, Matzen, Mötsch und Stahl aufgeführt. Grundlage ist die Denkmalliste des Landes Rheinland-Pfalz (Stand: 27. Juni 2022).

## Bitburg

### Denkmalzonen
| Bezeichnung                          | Lage                                       | Baujahr                | Beschreibung | Bild                           |
| ------------------------------------ | ------------------------------------------ | ---------------------- | --- | ------------------------------ |
| Denkmalzone Franz-Mecker-Straße      | Franz-Mecker-Straße 3/5, 7, 9, 11, 13 Lage | zwischen 1903 und 1913 | Einzel- und Doppelhäuser in villenartiger Gartenlage gegenüber dem Stadtpark, Späthistorismus, Heimatstil und Reformarchitektur, zwischen 1903 und 1913 | weitere Bilder Fotos hochladen |
| Denkmalzone Kasernen                 | Mötscher Straße Lage                       | 1936–38                | 1936–38 errichtete Kasernenanlage (Pioniere, Lazarett) um zentralen Exerzierplatz, mit Mannschaftsunterkünften, zwei Kasinos, Turnhalle, Werkstattgebäude, Garagen, Wachpavillon, dreigeschossige Backsteinbauten mit durchfensterten Kalksandsteinquaderfassaden, Kalksandstein-Einfriedung                                                                | weitere Bilder Fotos hochladen |
| Denkmalzone Pützhöhe                 | nördlich der Stadt an der L 32 Lage        | ab 1893                | Häusergruppe ausgehend von einem 1860 angelegten, im Zweiten Weltkrieg zerstörten Gehöft, erhalten: Brennerei, bezeichnet 1899, von Richard Luhn, Haspe in Westfalen; Kapelle zur Heiligen Familie, zweifarbiger Sandsteinquaderbau, 1893, im Giebel älteres ehemalige Wegekreuz; Villa, Reformarchitektur, 1913 von Anton Köster, Garage und Scheune, 1924 | weitere Bilder Fotos hochladen |
| Denkmalzone Ehrenfriedhof Kolmeshöhe | südwestlich der Stadt Lage                 | ab 1912                | Kalksandsteinquaderturm, 1912, bei Einbeziehung in die 1930 angelegte Kriegergedenkstätte aufgestockt und das Portal verändert; nach 1945 Umwandlung zum Ehrenfriedhof: von Linden umstandene Rasenfläche mit Sandstein-Namenstafeln und Gruppen von Sandsteinkreuzen, Sandstein-Kreuzwegstationen                                                          | weitere Bilder Fotos hochladen |

### Einzeldenkmäler
| Bezeichnung                        | Lage                                                                                        | Baujahr                           | Beschreibung | Bild                           |
| ---------------------------------- | ------------------------------------------------------------------------------------------- | --------------------------------- | --- | ------------------------------ |
| Stadtmauer                         | Lage                                                                                        | ab dem 4. Jahrhundert             | Reste der römischen (4. Jahrhundert) und der darauf aufbauenden mittelalterlichen Stadtmauer an der Murengasse, An der Römermauer unterhalb des Rathauses und Pfarrhauses, im Giebel des Hauses Hans-Lehnert-Gasse 10, hinter der westlichen Bebauung Im Graben, in der Sackgasse, im Giebel von Petersstraße 34 und an der Südseite Im Kobenhof; im Mittelalter wurde die Stadt nach Süden erweitert: mittelalterliche Mauerzüge der Stadterweiterung entlang der Westseite der Denkmalstraße auf Höhe des Denkmals, oberhalb von Nr. 5 und an der Einmündung der Schliezgasse | weitere Bilder Fotos hochladen |
| Fassade                            | Adrigstraße 17 Lage                                                                         | Mitte des 18. Jahrhunderts        | zweiachsige Fassade mit Barockportal, Mitte des 18. Jahrhunderts | weitere Bilder Fotos hochladen |
| Scheune                            | Adrigstraße 22 Lage                                                                         | erste Hälfte des 19. Jahrhunderts | Scheune, sandsteingegliederter Kalksteinbau, erste Hälfte des 19. Jahrhunderts | weitere Bilder Fotos hochladen |
| Villa                              | Am Markt 4 Lage                                                                             | um 1930                           | Villa, Mansardwalmdachbau mit zweigeschossiger Loggia, um 1930 | weitere Bilder Fotos hochladen |
| Wegekreuz                          | Auf Paulskreuz, bei Nr. 2 Lage                                                              | nach 1807                         | Schaftkreuz, Rokoko-Motive, nach 1807 | weitere Bilder Fotos hochladen |
| Wohnhaus                           | Bergstraße 1a Lage                                                                          | um 1820                           | anspruchsvolles Wohnhaus, kubischer Mansardwalmdachbau, um 1820 | weitere Bilder Fotos hochladen |
| Villa Limbourg                     | Denkmalstraße 6 Lage                                                                        | um 1900                           | späthistoristischer sandsteingegliederter Kalksandsteinquaderbau, um 1900 erweitert und umgebaut | weitere Bilder Fotos hochladen |
| Friedhof                           | Erdorfer Straße/Talweg Lage                                                                 | vor 1808                          | angelegt vor 1808, ältester Grabstein: Grabmal J. und E. Holzemer († 1824 und 1808); Grabmal L. Kunkol († 1895), Sandsteinsockel, gusseiserne Inschrifttafel und Kreuz; aufwändiges Grabmal Familie Niederprüm, um 1900; Grabmal Th. Simon († 1910), Kunststein; Gefallenen-Grabmal E. Soomann († 1915); Grabmal Familie Görgen, trauernder Jüngling, um 1918; Friedhofskreuz, bezeichnet 1863; am südlichen Ausgang jüdische Grabdenkmäler, überwiegend Obelisken | weitere Bilder Fotos hochladen |
| Wohnhaus                           | Franz-Mecker-Straße 5 Lage                                                                  | 1906                              | historistisches Wohnhaus mit reicher Fachwerkkonstruktion, 1906 | weitere Bilder Fotos hochladen |
| Wohnhaus                           | Franz-Mecker-Straße 7 Lage                                                                  | 1903                              | anspruchsvolles Wohnhaus, späthistoristische und Heimatstil-Motive, 1903 | weitere Bilder Fotos hochladen |
| Wohnhaus                           | Franz-Mecker-Straße 13 Lage                                                                 | 1909                              | Doppelhaushälfte, späthistoristische und Jugendstilmotive sowie Einfluss der Reformarchitektur, bezeichnet 1909 | weitere Bilder Fotos hochladen |
| Hotel Zur Post                     | Hauptstraße 6 Lage                                                                          | 1802                              | ehemaliges Hotel „Zur Post“; siebenachsiger Putzbau, 1802, zweites Obergeschoss und barockisierende Fassadendekoration wohl jünger | weitere Bilder Fotos hochladen |
| Fassade                            | Hauptstraße, an Nr. 11 Lage                                                                 | 19. Jahrhundert                   | Wohn- und Geschäftshaus mit anspruchsvoller spätklassizistischer Rotsandsteinquaderfassade, 19. Jahrhundert | weitere Bilder Fotos hochladen |
| Wohnhäuser                         | Im Graben 8, 10 Lage                                                                        |                                   | reizvolle Gruppe aus zwei Unterstallhäusern | weitere Bilder Fotos hochladen |
| St.-Martin-Schule                  | Kölner Straße 14 Lage                                                                       | 1764                              | sogenanntes Schlösschen; sandsteingegliederter Dreiflügelbau mit Mansardwalmdach, bezeichnet 1764 (Chronogramm), nach Kriegszerstörung 1957–59 wiederhergestellt | weitere Bilder Fotos hochladen |
| Wohnhaus                           | Kölner Straße 17 Lage                                                                       | 1897                              | späthistoristisches Wohnhaus, Neunrenaissance-Motive, bezeichnet 1897 | weitere Bilder Fotos hochladen |
| Villa                              | Kölner Straße 39 Lage                                                                       | 1910                              | Villa, späthistoristischer Backsteinbau, 1910 | weitere Bilder Fotos hochladen |
| Wohnhaus                           | Mötscher Straße 10 Lage                                                                     | 1909                              | Wohnhaus, Mansarddach mit Schopf-, Zwischen- und Fußwalm, Jugendstil-Motive, 1909 | weitere Bilder Fotos hochladen |
| Eifeler Strumpfwarenfabrik         | Mötscher Straße 14 Lage                                                                     | nach 1912                         | ehemalige „Eifeler Strumpfwarenfabrik“; großvolumiger dreigeschossiger Putzbau, barocke Motive und Reformarchitektur, kurz nach 1912 | weitere Bilder Fotos hochladen |
| Katholische Pfarrkirche St. Peter  | Prälat-Benz-Straße Lage                                                                     | 1956–58                           | Rechtecksaal mit Seitenschiff, Taufkapelle, Glockenturm, Kalksteinquaderbauten, 1956–58, Architekt Hans Geimer, Bitburg, bauzeitliche Farbverglasung von Rudi Schilling, reliefierte Bronzetüren 1980 von Johann Baptist Lenz; ortsbildprägend | weitere Bilder Fotos hochladen |
| Rathaus                            | Rathausplatz 4 Lage                                                                         | 1953–55                           | viergeschossiger Walmdachbau, turmartiger Anbau auf Resten eines Stadtmauerturms, 1953–55, Architekt Otto Vogel, Trier, Erweiterung 1986/87, Architekten Ilse und Bert Emmerich | weitere Bilder Fotos hochladen |
| Altes Pfarrhaus                    | Rathausplatz 5 Lage                                                                         | 1889/90                           | Eingangsseite und Ostachse, Rotsandsteinquader, apsidenförmiger Anbau auf Resten eines Stadtmauerturms, 1889/90, nach Kriegszerstörung veränderter Wiederaufbau; neugotische Sandsteinskulptur | weitere Bilder Fotos hochladen |
| Katholische Pfarrkirche Liebfrauen | Rathausplatz 8 Lage                                                                         | 14. oder 15. Jahrhundert          | im Kern spätgotischer Saal, Erweiterung zu dreischiffiger Halle mit Westturm 1860, Architekt Alexander Franz Himpler, lotrechte, barockisierende Erweiterung, 1922/23, Architekt Eduard Endler, Köln; im Winkel zwischen Alt- und Erweiterungsbau Barockportal, 1751; mit Ausstattung | weitere Bilder Fotos hochladen |
| Tiefbrunnenhaus                    | Römermauer ohne Nummer Lage                                                                 | 1936                              | Tiefbrunnenhaus der Brauerei Th. Simon; zylindrischer Kalksandsteinbau, Flachkuppel mit Ringpultdach, 1936, Architekt Heinrich Bartmann, Darmstadt | weitere Bilder Fotos hochladen |
| Spolien des Cobenturms             | Römermauer ohne Nummer, im Eingangsbereich der Stadthalle/Bitburger Markenerlebniswelt Lage | 1576                              | Spolien des Frieses vom sogenannten Cobenturm, zwei reliefierte Tafeln, zwei Konsolen, vier kleine Sockel, Metope, Inschrifttafel bezeichnet 1576 (Umbau); weitere Spolien im Rathaus und im Kreismuseum Bitburg-Prüm | weitere Bilder Fotos hochladen |
| Wohnhaus                           | Römermauer 1 Lage                                                                           | 1887                              | repräsentatives Eckwohnhaus, Neurenaissancebau, 1887 | weitere Bilder Fotos hochladen |
| Wohnhaus                           | Römermauer, zu Nr. 1 Lage                                                                   | 1740                              | ehemaliges Wohnhaus, barocker Putzbau mit vorspringendem Treppenhaus, bezeichnet 1740 | weitere Bilder Fotos hochladen |
| Tankstelle                         | Saarstraße 20 Lage                                                                          | 1954                              | Tankstelle; zwei Hallen mit geschwungenen Freidächern, vorgelagerter Tankraum mit Flachdecke, 1954; straßenbildprägend | weitere Bilder Fotos hochladen |
| Wohnhaus                           | Schakengasse 12 Lage                                                                        | Mitte des 18. Jahrhunderts        | herrschaftliches ehemaliges Wohnhaus, barocker Mansarddachbau, Mitte des 18. Jahrhunderts | weitere Bilder Fotos hochladen |
| Kreisverwaltung                    | Trierer Straße 1 Lage                                                                       | 1905/06                           | ehemaliges Kreisständehaus; monumentaler späthistoristischer Putzbau, Erkerturm mit Neurenaissance- und Barock-Motiven, 1905/06, nach Teilzerstörung 1944/45 vereinfacht wiederaufgebaut | weitere Bilder Fotos hochladen |
| Turnhalle                          | Trierer Straße 11 Lage                                                                      | 1906                              | ehemalige Turnhalle; aufwändiger späthistoristischer Bau, Verkleidung aus Kalksteinquadern und Rotsandstein, bezeichnet 1906 | weitere Bilder Fotos hochladen |
| Wohnhaus                           | Trierer Straße 14 Lage                                                                      | 1930                              | Putzbau auf teilweise geschosshohem Kalksteinquadersockel, 1930, Architekt Anton Köster, Bitburg | weitere Bilder Fotos hochladen |
| Kreismuseum Bitburg-Prüm           | Trierer Straße 15 Lage                                                                      | 1882                              | ehemalige Landwirtschaftsschule; repräsentativer Bau mit Rotsandsteinfassade, dreigeschossiger Giebelrisalit, 1882, Architekten A. Krone und P. J. J. Wolff, 1928 rückwärtiger Erweiterungsbau, Reformarchitektur | weitere Bilder Fotos hochladen |
| Evangelische Pfarrkirche           | Trierer Straße 17 Lage                                                                      | 1950/52                           | Rotsandsteinquaderbau, Chorturm mit Zeltdach, das Pfarrhaus ein lotrecht anschließender Putzbau, 1950/52, Architekt Otto Vogel | weitere Bilder Fotos hochladen |
| Wohn- und Geschäftshaus            | Trierer Straße 26/28 Lage                                                                   | vor 1914                          | dreigeschossiges Doppelwohn- und Geschäftshaus, Motive von Historismus, Jugendstil und Reformarchitektur, vor 1914 | weitere Bilder Fotos hochladen |
| Wegekreuz                          | östlich der Stadt Lage                                                                      | 1778                              | Wegekreuz; Rotsandstein, bezeichnet 1778 | weitere Bilder Fotos hochladen |
| Burgmühle                          | westlich der Stadt (Stadtmühle 10) Lage                                                     | 1821                              | ehemalige Mühle; großvolumiger Krüppelwalmdachbau, bezeichnet 1821, Wasserrad, Backofen; ehemalige Spinnerei, 1923 | weitere Bilder Fotos hochladen |
| Hofanlage                          | westlich der Stadt (Stadtmühle 13) Lage                                                     | Mitte des 19. Jahrhunderts        | Streckhof, Putzbau, Mitte des 19. Jahrhunderts, 1898 aufgestockt | weitere Bilder Fotos hochladen |

## Erdorf

### Einzeldenkmäler
| Bezeichnung                            | Lage                                                      | Baujahr                            | Beschreibung | Bild                           |
| -------------------------------------- | --------------------------------------------------------- | ---------------------------------- | --- | ------------------------------ |
| Hofanlage                              | Am Kyllpesch 3 Lage                                       | zweite Hälfte des 18. Jahrhunderts | ehemaliges Flurküchenhaus, nach der Mitte des 18. Jahrhunderts, in der zweiten Hälfte des 19. Jahrhunderts überformt; spätbarockes Nebengebäude, bezeichnet 1769                                              | weitere Bilder Fotos hochladen |
| Wohnhaus                               | Bonner Straße 28 Lage                                     | 1834                               | dreiachsiges Wohnhaus, bezeichnet 1834 | weitere Bilder Fotos hochladen |
| Wegekreuz                              | Bonner Straße, bei Nr. 49 Lage                            | 14. oder 15. Jahrhundert           | reliefiertes spätgotisches Nischenkreuz | weitere Bilder Fotos hochladen |
| Wegekreuz                              | Bonner Straße, Ecke Mainzer Straße Lage                   | 14. oder 15. Jahrhundert           | Fragment eines spätgotischen Nischenkreuzes | weitere Bilder Fotos hochladen |
| Kriegerdenkmal                         | Bonner Straße, Ecke Raiffeisenstraße Lage                 | 1813                               | ehemaliges Friedhofskreuz als Zentrum eines Kriegerdenkmals 1914/18 und 1939/45, Schaftkreuz mit Relief des heiligen Nikolaus und Kreuzigungsgruppe, bezeichnet 1813 und 1926 (Umnutzung)                     | weitere Bilder Fotos hochladen |
| Wegekreuz                              | Kylltalweg, gegenüber Nr. 2 Lage                          | 1663                               | Wegekreuz; reliefierter Schaft, bezeichnet 1663, Aufsatzkreuz wohl jünger | weitere Bilder Fotos hochladen |
| Hofanlage                              | Laurentiusstraße 6 Lage                                   | 1872                               | Streckhof, Scheune bezeichnet 1872; Ökonomieanbau bezeichnet 1890 | weitere Bilder Fotos hochladen |
| Katholische Pfarrkirche St. Laurentius | Mainzer Straße Lage                                       | 1896/97                            | neugotischer Rotsandsteinquaderbau mit Querhaus, 1896/97, Architekt Dombaumeister Reinhold Wirtz, Trier; mit Ausstattung                                                                                      | weitere Bilder Fotos hochladen |
| Bahnmeisterei                          | Mainzer Straße 6a Lage                                    | 1871                               | Bahnhofsmeisterei der Eifelbahn, kleiner Rotsandsteinbau, 1871 | weitere Bilder Fotos hochladen |
| Bahnhof Erdorf                         | Mainzer Straße 12 Lage                                    | 1871                               | Bahnhof Erdorf der Eifelbahn; Empfangsgebäude, malerischer Rotsandsteinbau, teilweise Fachwerk, 1871 | weitere Bilder Fotos hochladen |
| Mühle                                  | Mühlenstraße 4/5 Lage                                     | 1763                               | ehemalige Mühle; Dreiseithof; Wohnhaus, bezeichnet 1763, ehemalige Wirtschaftsgebäude, Ställe und Scheune, zweiter Wirtschaftsbau, Mühlengebäude, Mitte des 19. Jahrhunderts                                  | weitere Bilder Fotos hochladen |
| Kreuze                                 | nördlich des Ortes, auf dem Friedhof (Bonner Straße) Lage | ab 1642                            | Kreuz, neugotisch, gegen Ende des 19. Jahrhunderts, als Kreuzigungsgruppe ergänzt durch Steingutfiguren auf Priestergrabmälern von 1922 und 1924; Wegekreuzfragment, oberer Teil des Schafts, bezeichnet 1642 | weitere Bilder Fotos hochladen |
| Maria-Hilf-Kapelle                     | nördlich des Ortes (Kapellenstraße) Lage                  | 1868                               | kleiner Putzbau, 1868; von der Kyllburger Straße ausgehend 14 Kreuzwegstationen zur Kapelle, gußeiserne Tafeln auf Sandsteinschaft                                                                            | weitere Bilder Fotos hochladen |
| Wegekreuz                              | nordöstlich des Ortes Lage                                | erste Hälfte des 17. Jahrhunderts  | Nischenkreuz, erste Hälfte des 17. Jahrhunderts, Nischendach und Kruzifix neu | weitere Bilder Fotos hochladen |
| Eisenbahnbrücke                        | südlich des Ortes Lage                                    | 1915                               | Eisenbahnbrücke der Nimstalbahn über die Kyll zwischen Streckenkilometer 0 und 1; Teil der bis 1915 vollendeten Eisenbahnstrecke von Bitburg-Erdorf nach Irrel                                                | weitere Bilder Fotos hochladen |
| Nordportal des Mettericher Tunnels     | südlich des Ortes Lage                                    | um 1870                            | Nordportal des Mettericher Tunnels der Eifelbahn zwischen Streckenkilometer 133 und 134, mit Zinnenkranz und seitlichen Türmchen, um 1870                                                                     | BW                             |
| Marienkapelle                          | südlich des Ortes an der K 87 Lage                        | 1872                               | Kapelle; Putzbau, 1872; vor der Kapelle Schaft eines spätgotischen Wegekreuzes | weitere Bilder Fotos hochladen |

## Irsch

### Denkmalzonen
| Bezeichnung                | Lage             | Baujahr         | Beschreibung | Bild                           |
| -------------------------- | ---------------- | --------------- | --- | ------------------------------ |
| Denkmalzone Ortskern Irsch | Irscher Hof Lage | 18. Jahrhundert | Weiler, der sich seit Beginn des 18. Jahrhunderts aus zwei Gehöften samt Kapelle entwickelt hat, einschließlich der umgebenden Wiesen mit Wieseneinfassungen aus Kalksteinmauern und des Friedhofs | weitere Bilder Fotos hochladen |

### Einzeldenkmäler
| Bezeichnung                        | Lage                       | Baujahr                           | Beschreibung | Bild                           |
| ---------------------------------- | -------------------------- | --------------------------------- | --- | ------------------------------ |
| Hofanlage                          | Irscher Hof 1 Lage         | 1751                              | Winkelhof; dreiachsiges Wohnhaus, bezeichnet 1751, Erweiterung mit ehemaliger Schmiede, Backes, Scheune und Ställe, äußerster bezeichnet 1785 | weitere Bilder Fotos hochladen |
| Hofanlage                          | Irscher Hof 2 Lage         | erste Hälfte des 18. Jahrhunderts | Wohnhaus, erste Hälfte des 18. Jahrhunderts, Wirtschaftstrakt bezeichnet 1728, Aufstockung nach 1945, zwei Scheunen, bezeichnet 1812 und 1858, Tor bezeichnet 1865; Nebengebäude mit Backhaus, Mitte des 19. Jahrhunderts; zugehörig Hofkapelle St. Johannes Evangelist | weitere Bilder Fotos hochladen |
| Hofkapelle St. Johannes Evangelist | Irscher Hof, zu Nr. 2 Lage | 1827                              | Zeltdachbau, bezeichnet 1827; mit Ausstattung | weitere Bilder Fotos hochladen |
| Eisenbahnbrücke                    | östlich des Ortes Lage     | 1915                              | Eisenbahnbrücke der Nimstalbahn; Teil der bis 1915 vollendete Eisenbahnstrecke von Bitburg-Erdorf nach Irrel | weitere Bilder Fotos hochladen |

## Masholder

### Denkmalzonen
| Bezeichnung                    | Lage                                                                            | Baujahr                 | Beschreibung | Bild                           |
| ------------------------------ | ------------------------------------------------------------------------------- | ----------------------- | --- | ------------------------------ |
| Denkmalzone Ortskern Masholder | Burengasse 1 und 2, Im Wingert 9 und 11, Zur Heide 5 (Kirche mit Kirchhof) Lage | 18. und 19. Jahrhundert | Kern des Haufendorfs aus Hofanlagen aus dem mittleren 18. und dem 19. Jahrhundert einschließlich Kirche und Kirchhof | weitere Bilder Fotos hochladen |

### Einzeldenkmäler
| Bezeichnung                                                   | Lage                               | Baujahr                    | Beschreibung | Bild                           |
| ------------------------------------------------------------- | ---------------------------------- | -------------------------- | --- | ------------------------------ |
| Wohnhaus                                                      | Burengasse 1 Lage                  | Mitte des 18. Jahrhunderts | großvolumiges barockes Wohnhaus, Mitte des 18. Jahrhunderts | weitere Bilder Fotos hochladen |
| Wohnhaus                                                      | Burengasse 2 Lage                  | 1813                       | Wohnhaus mit Treppengiebeln, bezeichnet 1813 | weitere Bilder Fotos hochladen |
| Hofanlage                                                     | Im Wingert 9 Lage                  | 1740                       | Streuhof; stattliches Wohnhaus mit Kniestock, Wirtschaftsteil bezeichnet 1740, Wohnteil bezeichnet 1785, Schafstall | weitere Bilder Fotos hochladen |
| Hofanlage                                                     | Im Wingert 11 Lage                 | 1788                       | Winkelhof; Wohnhaus und niedrigere Ökonomietrakte, bezeichnet 1788, Wirtschaftsgebäude wohl vom Anfang des 19. Jahrhunderts, Ställe und zwei Scheunen vom Anfang des 20. Jahrhunderts                                                                    | weitere Bilder Fotos hochladen |
| Wegekreuz                                                     | Tannenstraße, gegenüber Nr. 8 Lage | 1739                       | Wegekreuz, Rotsandstein, bezeichnet 1739 | weitere Bilder Fotos hochladen |
| Hofanlage                                                     | Tannenstraße 11 Lage               | 1798                       | Winkelhof; Wohnhaus mit Treppengiebeln, bezeichnet 1798; ortsbildprägend | weitere Bilder Fotos hochladen |
| Katholische Filialkirche St. Firminus, Quirinus und Ferrucius | Zur Heide 5 Lage                   | 1808                       | Saalbau, bezeichnet 1808; mit Ausstattung; Kirchhof mit Familiengrabstätten, spätes 19. und erste Hälfte des 20. Jahrhunderts; späthistoristisches Grabmal Familie T. Neyses; in der vorgelagerten Treppe Kapitell, 18. Jahrhundert, und Ecce-Homo-Büste | weitere Bilder Fotos hochladen |
| Wegekreuz                                                     | Zur Heide, gegenüber Nr. 6 Lage    | 1634                       | Schaftkreuz, Rotsandstein, bezeichnet 1634; gusseisernes Kruzifix jünger | weitere Bilder Fotos hochladen |
| Wegekreuz                                                     | östlich des Ortes Lage             | 1867                       | Gedenkkreuz, bezeichnet 1867 | weitere Bilder Fotos hochladen |

## Matzen

### Denkmalzonen
| Bezeichnung               | Lage                                 | Baujahr                 | Beschreibung                                                                                                 | Bild                           |
| ------------------------- | ------------------------------------ | ----------------------- | --- | ------------------------------ |
| Denkmalzone Donatusstraße | Donatusstraße 6, 11, 13, 14, 16 Lage | 18. und 19. Jahrhundert | Teil des Oberdorfes von Matzen, nahezu ungestört erhaltene Gruppe von Bauernhäusern, 18. und 19. Jahrhundert | weitere Bilder Fotos hochladen |

### Einzeldenkmäler
| Bezeichnung                          | Lage                               | Baujahr                           | Beschreibung | Bild                           |
| ------------------------------------ | ---------------------------------- | --------------------------------- | --- | ------------------------------ |
| Katholische Filialkirche St. Donatus | Donatusstraße Lage                 | 1816                              | Saalbau, spätbarocke und neugotische Motive, 1816; zum Kriegerdenkmal erweitertes neugotisches Friedhofskreuz, 1887                                                 | weitere Bilder Fotos hochladen |
| Wohnhaus                             | Donatusstraße 6 Lage               | 1844                              | fünfachsiges Wohnhaus mit Kniestock, bezeichnet 1844 und 1807 | weitere Bilder Fotos hochladen |
| Hofanlage                            | Donatusstraße 8 Lage               | 1742                              | langgestreckter Winkelhof; Wohnhaus bezeichnet 1742, jüngere Erweiterung, Stalltrakt, Wirtschaftsgebäude aus dem letzten Viertel des 19. Jahrhunderts, Trockenmauer | weitere Bilder Fotos hochladen |
| Quereinhaus                          | Donatusstraße 11 Lage              | 1750                              | Quereinhaus, bezeichnet 1750, Erweiterung bezeichnet 1810, Schuppen und Schweinestall                                                                               | weitere Bilder Fotos hochladen |
| Wohnhaus                             | Donatusstraße 16 Lage              | 1785                              | Wohnhaus, 1785 | weitere Bilder Fotos hochladen |
| Wegekreuz                            | Lerchenstraße Lage                 | 1809                              | Schaftkreuz, bezeichnet 1809 | weitere Bilder Fotos hochladen |
| Portal                               | Lerchenstraße, an Nr. 17 Lage      | 1868                              | Portal, Türsturz bezeichnet 1868, Türblatt und Oberlicht neugotisch                                                                                                 | weitere Bilder Fotos hochladen |
| Wegekreuz                            | östlich des Ortes Lage             | 1600                              | Wegekreuz; Schaft, bezeichnet 1600, Aufsatzkreuz jünger | weitere Bilder Fotos hochladen |
| Wegekreuz                            | südlich des Ortes an der B 51 Lage | erste Hälfte des 17. Jahrhunderts | Nischenkreuz, erste Hälfte des 17. Jahrhunderts | weitere Bilder Fotos hochladen |
| Wegekreuz                            | südlich des Ortes Lage             |                                   | Wegekreuz, bezeichnet 1653, Aufsatzkreuz wohl jünger | weitere Bilder Fotos hochladen |

## Mötsch

### Einzeldenkmäler
| Bezeichnung                          | Lage                                              | Baujahr                             | Beschreibung | Bild                           |
| ------------------------------------ | ------------------------------------------------- | ----------------------------------- | --- | ------------------------------ |
| Schulhaus                            | Am Sportplatz 2 Lage                              | 1911                                | ehemalige Schule und Lehrerwohnung; Putzbau, Reformarchitektur, 1911, Nebengebäude teilweise Fachwerk | weitere Bilder Fotos hochladen |
| Gedenkkreuz                          | Bitburger Straße Lage                             | 1867                                | Gedenkkreuz, neugotisch, 1867 | weitere Bilder Fotos hochladen |
| Kriegerdenkmal                       | Bitburger Straße, bei Nr. 2 Lage                  | um 1900                             | Kriegergedenken 1870/71; neugotisches Gedenkkreuz | weitere Bilder Fotos hochladen |
| Wegekreuz                            | Bitburger Straße 2 Lage                           | 14. oder 15. Jahrhundert            | Wegekreuzfragment; spätgotischer Schaft | weitere Bilder Fotos hochladen |
| Hofanlage                            | Bitburger Straße 12 Lage                          | 1855                                | Streckhof; Wohnhaus bezeichnet 1855, Wirtschaftsteil bezeichnet 1895, älteres Wohnhaus mit Schleppdach, erste Hälfte des 18. Jahrhunderts, Ökonomie bezeichnet 1902 | weitere Bilder Fotos hochladen |
| Wohnhaus                             | Bitburger Straße 14 Lage                          | 1791                                | dreiachsiges Wohnhaus, Backhausanbau, Portalgewände, angeblich versetzt, bezeichnet 1791; zusammen mit Nr. 12 ortsbildprägend | weitere Bilder Fotos hochladen |
| Portal                               | Bitburger Straße, an Nr. 18 Lage                  | 1794                                | Oberlichtportal, stilisierte Pflanzenmotive, bezeichnet 1794 | weitere Bilder Fotos hochladen |
| Wegekreuz                            | Bitburger Straße, bei Nr. 18 Lage                 | nach 1750                           | dreiteiliges Schaftkreuz, Rotsandstein, nach 1750 | weitere Bilder Fotos hochladen |
| Stall                                | Bitburger Straße 26 Lage                          | 17. Jahrhundert                     | ehemaliger Stall, 17. Jahrhundert | weitere Bilder Fotos hochladen |
| Gasthaus Schröder                    | Bitburger Straße 27 Lage                          | 1908                                | späthistoristischer Putzbau, Neurenaissance-Motive, 1908 | weitere Bilder Fotos hochladen |
| Wegekreuz                            | Hüttinger Straße, vor Nr. 29a Lage                | 1729                                | barocker Schaft, bezeichnet 1729, historistisches Grabkreuzchen | weitere Bilder Fotos hochladen |
| Katholische Pfarrkirche St. Nikolaus | Ringstraße Lage                                   | 1786                                | mittelalterlicher Westturm, Schiff bezeichnet 1786, Querhaus mit Vierungstürmchen 1922/23, Architekt Eduard Endler, Köln; das ehemalige Südportal heute Ehrenmal; Epitaph, Rotsandstein, bezeichnet 1600, Nachfolge der Trierer Bildhauerschule des Hans Ruprecht Hoffmann; Kirchhofskreuz, 1873 | weitere Bilder Fotos hochladen |
| Wirtschaftsgebäude                   | Ringstraße 20 Lage                                | 1875                                | großvolumiges Wirtschaftsgebäude mit Walmdach, bezeichnet 1875 (?) | weitere Bilder Fotos hochladen |
| Wegekreuz                            | nordwestlich des Ortes Lage                       | erstes Viertel des 19. Jahrhunderts | Wegekreuz; Schaft, erstes Viertel des 19. Jahrhunderts, Abschlusskreuz neu | weitere Bilder Fotos hochladen |
| Wegekreuz                            | nordwestlich des Ortes Lage                       | 1809                                | Schaftkreuz, bezeichnet 1809 | weitere Bilder Fotos hochladen |
| Wegekreuz                            | südöstlich des Ortes Lage                         | 1857                                | Schaftkreuz, bezeichnet 1857, Aufsatzkreuz mit gusseisernem Korpus | weitere Bilder Fotos hochladen |
| Marienkapelle                        | südöstlich des Ortes (Heinrich-Hertz-Straße) Lage | 1890                                | Kalksteinbau, 1890 | weitere Bilder Fotos hochladen |

### Ehemalige Kulturdenkmäler
| Bezeichnung | Lage              | Baujahr | Beschreibung | Bild                           |
| ----------- | ----------------- | ------- | --- | ------------------------------ |
| Hofanlage   | Ringstraße 4 Lage | 1765    | Streckhof, bezeichnet 1765, Umbau nach der Mitte des 19. Jahrhunderts, Scheune, wohl ehemalige Zehntscheune von 1875; aus Denkmalliste gelöscht, Scheune abgebrochen | weitere Bilder Fotos hochladen |

## Stahl

### Einzeldenkmäler
| Bezeichnung                                     | Lage                               | Baujahr                | Beschreibung | Bild                           |
| ----------------------------------------------- | ---------------------------------- | ---------------------- | --- | ------------------------------ |
| Wegekreuz                                       | Im Nistal, an Nr. 17 Lage          | 1637                   | Schaftkreuz, ehemals wohl bezeichnet 1637, relieferter Fuß des Aufsatzkreuzes bezeichnet 1762 | weitere Bilder Fotos hochladen |
| Gemeindehaus                                    | Neuenweg 1 Lage                    | 1911                   | ehemalige Schule; kubischer Mansardwalmdachbau, 1911; ortsbildprägend | weitere Bilder Fotos hochladen |
| Wegekreuz                                       | Neuenweg, vor Nr. 1 Lage           | spätes 17. Jahrhundert | Schaftkreuz, wohl aus dem ausgehenden 17. Jahrhundert | weitere Bilder Fotos hochladen |
| Wegekreuz                                       | Oberweiser Straße Lage             | 1760                   | Schaftkreuz, bezeichnet 1760 | weitere Bilder Fotos hochladen |
| Hofanlage                                       | Oberweiser Straße 2 Lage           | 1738                   | Winkelhof; Wohnhaus, bezeichnet 1738, im Kern wohl älter, Scheune mit Treppengiebel, bezeichnet 1836, Remise, Wohnhaus (ehemaliger Bauernhof), zweite Hälfte des 19. Jahrhunderts; ortsbildprägend | weitere Bilder Fotos hochladen |
| Hofanlage                                       | Oberweiser Straße 5 Lage           | 1722                   | stattlicher Winkelhof; Wohnhaus mit Treppengiebeln, bezeichnet 1785 und 1722, niedrigere Ställe, Wirtschaftsgebäude mit Backofen                                                                   | weitere Bilder Fotos hochladen |
| Katholische Filialkirche St. Wolfgang und Luzia | Oberweiser Straße 11 Lage          | 1426                   | Saalbau, bezeichnet 1752, im Kern eventuell von 1426 | weitere Bilder Fotos hochladen |
| Spolien                                         | Oberweiser Straße, an Nr. 24 Lage  | 1738                   | Barockportal, bezeichnet 1738; reliefierter Türsturz, bezeichnet 1628; Segmentbogenfenster, 18. Jahrhundert                                                                                        | weitere Bilder Fotos hochladen |
| Mühle                                           | Oberweiser Straße, zu Nr. 28 Lage  | 1798                   | Mühle; Putzbau, bezeichnet 1798; Gesamtanlage mit Brückenbogen und Ufereinfassung des Grabens | weitere Bilder Fotos hochladen |
| Friedhofskreuz                                  | Stahler Weg, auf dem Friedhof Lage |                        | historistisches Friedhofskreuz, barockisierender Kunststeinkorpus, wohl vom Anfang der 1890er Jahre; Erweiterung mit zwei Gefallenen-Gedenktafeln nach 1945                                        | weitere Bilder Fotos hochladen |
| Backesmühle                                     | südlich des Ortes Lage             | 1847                   | siebenachsiges Wohnhaus, bezeichnet 1847, großvolumiges Wirtschaftsgebäude, bezeichnet 1856, Umfassungsmauern des Ökonomietrakts, Schuppen in Holzkonstruktion                                     | weitere Bilder Fotos hochladen |